# Linia kolejowa Löwenberg – Flecken Zechlin
Linia kolejowa Löwenberg – Flecken Zechlin – normalnotorowa lokalna linia kolejowa w północnej Brandenburgii, w północno-wschodnich Niemczech. Otwarta w 1896 do Lindow została przedłużona w 1899 do Rheinsberg, a w 1928 do Flecken Zechlin. Odcinek między Löwenberg (Mark) i Rheinsberg jest obecnie wyłączony z użytku.